# Schéner Mihály
Schéner Mihály (Medgyesegyháza, 1923. január 9. – Budapest, 2009. május 11.) Kossuth-díjas magyar festő, grafikus, szobrász, keramikus és bábtervező.
A képző- és iparművészet több ágában is kipróbálta tehetségét, több műfajban is, a művész és a művészet szabadságát vallotta, akárcsak 20. századi nagy elődje, Kassák Lajos. Neoavantgárd expresszív jellegű szürreális alkotásai a 20–21. század egyik jeles művészegyéniségévé avatták.

## Életpályája
A Magyar Képzőművészeti Főiskolán folytatott tanulmányokat 1942-1947-ig, mesterei Rudnay Gyula, az alföldi iskola festője és Elekffy Jenő voltak. 1951-1956 között rajzot tanított a pestszentimrei Ady Endre Általános Iskolában. Jeles alkotótelepeken fordult meg. 1982-ben a Nagyatádi Faszobrász Alkotótelepen, 1985-ben a Nemzetközi Acélszobrász Alkotótelepen, Dunaújvárosban működött. Huzamos ideig munkatársa volt az Új Auróra című művészeti folyóiratnak, melybe gyakran írt 20. századi jeles magyar művészekről. (Köztük Barcsay Jenő festészetéről, Csete György Kossuth-díjas építész organikus építészetéről, Csete Ildikó textilművészetéről, Huszárik Zoltán filmrendező- és grafikusról, Kohán György grafikus- és festőről, Várnai Gitta képeiről). A szegedi Tiszatájban, az Élet és Irodalomban, önálló kötetekben (Diabolikon, Békéscsaba, 1988; Kézkivirágzások, Budapest, 1997.) is jelentek meg művészeti írásai. Budapesten hunyt el, életének 87. évében.

## Művészete
Gazdag motívumkincsét a mitológiából, a bibliából, a legendákból, a magyarországi kézművesmesterségek termékeiből, a természetből és mindennapjainkból merítette. Anyagfelhasználása változatos, szinte minden megmunkálható anyagra vagy anyagból (papír, fa, textil, fém, agyag, üveg) formáz. Munkamódszere szisztematikus volt, előbb lerajzolta, amit látott, érzékelt és érzett, majd eldöntötte a végső formát, és grafika, festmény, báb vagy éppen szobor lett belőle. Textilszobraival új műfajt teremtett.
Festészetét expresszionista hevület és szürrealisztikus hatás jellemezte. Kollázstechnikát is alkalmazott. Festményeinek színgazdagságát és színharmóniáját a geometrikus szerkesztés mentén teremtette meg, fehérjei, sárgái, pirosai mögött a nagybányai és a nagyalföldi fények derűje ragyogott.

## Művei

### Festményei (válogatás)
- (1960-as évek eleje) Huszárroham ( olaj, farost, 123 x 175 cm)
- 1962 Önarckép piros kalappal, bagollyal (olaj, karton, 43 x 30)
- 1962 Ivók Zsennye (olaj, karton, 51 x 41)
- 1963 Megkínozva, felmagasztalva (olaj, zománc, papír, 70 x 100)
- 1963 Vigasztalás (olaj, karton, 70 x 100)
- 1963 Párizsi szerelem (olaj, papír, 70 x 100)
- 1964 Menekült madarak szigete (olaj, karton, 70 x 100)
- 1965 Gyűrt és csurgatott Vénusszal ( olaj, farost, 100 x 70)
- 1965 Akt (olaj, karton, 32 x 23)
- 1965 Sárga felületvariációk (olaj, farost, 40 x 53)
- 1965 Három figura (olaj, farost, 74 x 122)
- 1965 Három figura II. (olaj, farost, 40 x 60)
- 1965 Gyűrt és csurgatott (olaj, farost, 90 x 60)
- 1965 Absztrakt foltok (olaj, farost, 36 x 47)
- 1966 Győz a mézeskalács huszár (olaj, farost, 75 x 80)
- 1966 Huszárok (olaj, farost, 60 x 80)
- 1966 Fedő és fedett (olaj, farost, 74 x 44)
- 1967 Konfluenciák (olaj, farost, 80 x 60)
- 1967 Structura humana (olaj, farost, 60 x 40)
- 1967 Két ülő figura (olaj, farost, 60 x 90)
- 1968 Pásztornép (olaj, farost, 70 x 100)
- 1968 Lineáris és csurgatott (olaj, farost, 110 x 80)
- 1968 Kéztanulmányok (olaj, farost, 38 x 58)
- 1968 Vasvirágok (olaj, farost, 50 x 60)
- 1969 Huszárok elesnek (olaj, farost, 37 x 42)
- 1969 Ottages (olaj, farost, 60 x 40)
- 1973 Sumákolók (Háromdimenziós alkotás) (tempera, karton, 50 x 20 x 35)
- 1978 Önarckép zöld szakállal itt és ott (olaj, farost, 60 x 30)
- 1979 Inferno (olaj, farost, 30 x 50)
- 1986 Háromkirályok
- (Év nélkül) Törvénytáblák c. sorozat
- 1989 Keresztre feszítve a gonosz által (olaj, farost, 60 x 38)
- 1993 Úton (vegyes technika, farost, 130 x 80)
- 1993 Huszár lovon - útközben : kollázs  (vegyes technika, farost, 94 x 123)
- 1993 Úti emlékek : kollázs  (vegyes technika, farost, 113 x 153)
- 1998 De Profundis (olaj, farost, 71 x 78)
- 2004 Önarckép Mednyánszkyval (olaj, farost, 60 x 80)

### Báb és díszlettervei (válogatás)
- Tamás Ervin: Bolhabál (Békéscsaba, Jókai Színház)
- Illyés Gyula: Tűvétevők, Pocci (Budapest, Bábszínház)
- Tersánszky Józsi Jenő: A varázshegedű (Budapest, Bábszínház)

### Köztéri művei (válogatás)
- Dorottyás kocsi (Budapest 3. ker., Vörösvári úti lakótelep)
- Berlinerkendős asszony (Dunaújváros, Szoborpark)
- Csikóhuszár (Dunaújváros, Szoborpark)
- Bolha (Sopron, Tudósok Háza belső kert, Templom utca 14.)

## Egyéni kiállításai (válogatás)
- 1962 Csók Galéria, Budapest
- 1964 Grosvenor Gallery, London (Konfár Gyulával állított ki)
- 1968 Medgyesegyháza; Vaszary Terem, Kaposvár; KISZ-klub, Budapest
- 1969 Csók Galéria, Budapest
- 1970 Munkácsy Mihály Múzeum, Békéscsaba
- 1972 Párizs
- 1973 Egry Terem, Nagykanizsa; Munkácsy Mihály Múzeum, Békéscsaba
- 1974 Pécs
- 1975 Atelier Mensch, Hamburg; Magyar Intézet, Varsó; Hajdúszoboszló; Móra Ferenc Múzeum, Szeged; Frankel Leó Művelődési Ház, Óbuda
- 1976 Rudnay Terem, Eger
- 1977 Kamarakiállítás, Iparművészeti Múzeum, Budapest
- 1978 Mall Gallery, London
- 1979 Munkácsy Mihály Múzeum, Békéscsaba;  Műhelykiállítás, Magyar Nemzeti Galéria, Budapest; Múzeum, Tihany
- 1983 Művelődési Ház, Szeged;  Képcsarnok, Salgótarján;  Műcsarnok, Budapest
- 1984 Uitz Terem, Dunaújváros; Magyar Intézet, Szófia
- 1985 Derkovits Terem, Szombathely
- 1987 Beethoven Művelődési Központ, Martonvásár
- 1993 Art Galéria, Szeged; Munkácsy Mihály Múzeum és Meseház, Békéscsaba
- 1995 Széchenyi Akadémia, Békéscsaba
- 1996 Csontváry Terem, Pécs; Körmendi Galéria, Budapest; Széchenyi Akadémia, Békéscsaba
- 1997 Ópusztaszer; Körmendi Galéria, Budapest
- 1999 Vigadó Galéria, Budapest; Kovács Máté Városi Művelődési Központ; Iparművészeti Múzeum, Budapest
- 2001 Életműkiállítás, Körmendi Galéria - Hajnóczy-Bakonyi Ház; Pünkösdi anzix, Magyar Újságírók Szövetsége, Budapest
- 2002 Gerbeaud Ház Harmincad Galéria, Budapest, V. ker.
- 2003 Virág Judit Galéria, Budapest; Collegium Hungaricum, Bécs
- 2004 Kollázsok és síkplasztikák, Körmendi Galéria - Múzsa Galéria
- 2005 Pestszentimrei Közösségi Ház; Expressiv, Burgenländische Landesgalerie; Körmendi Galéria - Múzsa Galéria
- 2006 Körmendi Galéria - Artner-palota; Schéner Mihály köszöntése 83. születésnapján, Körmendi Galéria - Múzsa Galéria; Ördögöcskék és egyéb firmák, Szentendrei Képtár; Utazás közben, Szentendre; Otthonainkból, Munkácsy Mihály Emlékház, Békéscsaba
- 2007 Inferno és Ördögök : Schéner Mihály grafikai kiállítása, Körmendi Galéria, Budapest
- 2008 Schéner Mihály 85. születésnapjának tiszteletére, Symbol Art Galéria, Budapest
- 2016 Játék, plasztika, rajz, B32 Galéria, Budapest

## Csoportos kiállításai (válogatás)
- 1956 Megyei kiállítás, Munkácsy Mihály Múzeum, Békéscsaba
- 1957 Tavaszi Tárlat, Műcsarnok, Budapest
- 1960 VIII. Magyar Képzőművészeti kiállítás, Műcsarnok, Budapest
- 1969 Csabai festők jubileumi kiállítása, Békéscsaba
- 1971 III. Országos Kisplasztikai Biennálé, Pécs
- 1971 Salon de la Jeune Sculpture, Párizs
- 1972 Grands et Jeunes d'Aujourd'hui, Párizs
- 1972 (Vígh Tamással), Városi Kiállítóterem, Vác; Táblakép '72, Debrecen
- 1973 Kortárs festők, Csontváry Terem, Pécs; Tél a művészetben, Aba Novák Terem, Szolnok
- 1976 XIX. Alföldi Tárlat, Békéscsaba
- 1977 Festészet '77, Műcsarnok, Budapest
- 1978 Magyar Ház, Berlin
- 1979 Magyar Kiállítás (kat.), Milánó
- 1980 Pápa
- 1999 Art Budapest 2. Nemzetközi művészeti vásár
- 2000 Art Budapest 3. Nemzetközi művészeti vásár
- 2001 Kortárs Magyar Művészet a Körmendi-Csák Gyűjteményben, Tallinn Art Hall
- 2003 Collegium Hungaricum
- 2003 Koller Galéria
- 2004 Kortárs Magyar Képzőművészet - Válogatás a Körmendi-Csák Gyűjteményből, Kovács Máté Városi Művelődési Központ
- 2005 Burgenländische Landesgalerie, Eisenstadt (Körmendi-Csák Gyűjtemény kiállítása)
- 2006 Kassa, Vychodoslovenska Galéria (Körmendi-Csák Gyűjtemény kiállítása)
- 2006 Pilsen, Zapadoceska Galéria (Körmendi-Csák Gyűjtemény kiállítása)

## Társasági tagság

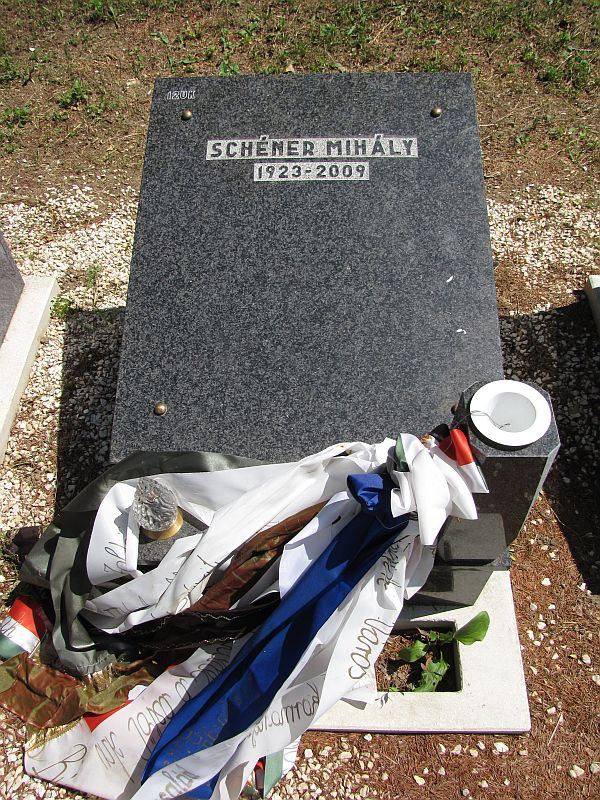
Schéner Mihály sírja Budapesten. Óbudai temető: 31-1-12.

- Magyar Művészeti Akadémia (1992)-től
- Széchenyi Irodalmi és Művészeti Akadémia (1993)-tól

## Díjak (válogatott)
- Munkácsy Mihály-díj (1978)
- Érdemes művész (1984)
- Kiváló művész (1989)
- Kossuth-díj (1995)
- Klebelsberg-díj (2002)
- Hazám-díj (2004)
- Prima díj (2005)